# Leo Geyr von Schweppenburg
Leo Dietrich Franz Freiherr Geyr von Schweppenburg (2. marts 1886 – 27. januar 1974) var en tysk kavaleriofficer under 1. Verdenskrig og general under 2. Verdenskrig. Han var især kendt for sin ekspertise indenfor panserkrigsførsel og hans ledelse af Panzergruppe West under invasionen i Normandiet
Geyr blev født i Potsdam og gik ind i hæren i 1904. Fra 1933 til 1937 var han militærattaché i Storbritannien, Belgien og Holland med residens i London.
Den 10. juni 1944 blev Geyr såret da fly fra Royal Air Force angreb hans hovedkvarter ved La Caine i Normandiet.
Mellem 1945 og 1947 var Geyr krigsfange hos amerikanerne. Han døde i Irschenhausen ved München.

## Karriere
- 1917: Ritmester
- 1932: Oberst
- 1935: Generalmajor
- 1937: Generalløjtnant
- 1940: General i kavaleriet
- 1941: omdøbt til General i pansertropperne

## Eksterne kilder
- Geyr på generals.dk